# クリスチャンアイデンティティー
クリスチャンアイデンティティー (en:Christian Identity)とは、アメリカのキリスト教原理主義におけるイデオロギーであり、イエス・キリストの統治下にある地球上の新しい天国で白人種族に仕えるために全ての非白人（完全にヨーロッパ系ではない人々）が絶滅または奴隷化される、という考えを推進している。その教義は、「アダム」（白人）の人々だけが救いを達成し楽園に入ることができる、白人以外の人々には魂がないので神の恵みを得たり救われたりすることは決してできない:68、と述べている。その支持者の多くはミレニアリストである。
このグループは、古代イスラエル人は現在のアングロサクソン人・ゲルマン人・北欧人またはアーリア人や親族などの人々であり、アブラハム・アイザック・ヤコブの肉体的な子孫であると主張している。
個人、独立した会衆、および一部の刑務所ギャングによって独立して実践されており、組織化された宗教ではなく、特定のキリスト教宗派と提携していない。その神学はキリスト教の人種的解釈である 。クリスチャンアイデンティティーの信念は、主にコーカソイド系ヨーロッパ人(白人)を「選民」と見なし、ユダヤ人をカインの呪われた子孫、「蛇の交配種」または蛇の種（2つの種の教義として知られている信念）と見なした著者によって開発および促進された。白人至上主義の宗派とギャングは後にこれらの教えの多くを採用した。
アメリカの南部貧困法センターではこれを人種差別主義者、反ユダヤ主義者、白人至上主義者と見なしている。